# Romernæse
En romernæse (også kaldet ørnenæse) er en betegnelse som beskriver en næse, hvor næseryggen krummer udad (er konveks). Det modsat af romernæse er en opstoppernæse, der er konkav.
I værket Crania Americana forsøgte Samuel George Morton (1799-1851) at inddele mennesket i primært fire racer, der hver især var kendetegnet ved bestemte fysiske kendetegn. Morton anførte, at 'ørnenæsen' primært blev fundet hos mennesker fra middelhavsområdet, Mellemøsten og Nordafrika samt Amerikas oprindelige befolkning.